# Jetix
| Portal | Portal:Disney |

Jetix (tidligere Fox Kids) var en børne-tv-kanal, der blev sendt på 16 forskellige sprog til 58 forskellige lande i Europa og Mellemøsten herunder Danmark samt til Latinamerika.
Oprindelig startede Fox Kids i 1990 som en programblok til erstatning for The Disney Afternoon på forskellige amerikanske tv-kanaler. I 1996 skete en sammensmeltning med Saban Entertainment Inc., og i oktober samme år tog man springet over Atlanten, hvor Storbritannien blev det første land til at få en Fox Kids-kanal. Flere fulgte hurtigt efter. Danmark, Norge og Sverige fik således deres kanaler i april 1998. I USA var den derimod stadig kun en programblok.
I 2001 blev Fox Kids solgt til The Walt Disney Company, der nu ejer ca. 74 % af aktierne i Jetix Europe NV og det latinamerikanske søsterselskab fuldstændigt.
I januar 2003 blevet navnet ændret til Jetix. 11. september 2009, blev Jetix sammen med Toon Disney erstattet med Disney-kanalen Disney XD men den 31 december 2020 lukkede disney xd som tv-kanal..

## Jetix i Danmark
Jetix sendte i Danmark dagligt fra kl. 06.00 til kl 18.00. De fleste programmer havde dansk tale og resten danske undertekster. Selve billedet og programrækkefølgen var imidlertid den samme i både den danske, svenske og norske udgave. Også reklamerne var fælles men blev ikke dubbet, så seerne kunne opleve reklamer på alle tre sprog indimellem hinanden og for produkter, der ikke nødvendigvis blev solgt i alle tre lande. I sjældne tilfælde (f.eks. reklamer for biograffilm) skete det, at den samme reklame optrådte to gange i samme reklameblok men på to forskellige sprog.
Jetix var en betalingskanal. Den blev tilbudt i Danmark af YouSee, Stofa, Canal Digital, Viasat og FastTV.

## Tidligere sendte serier
Nedenfor er oplistet serier, der tidligere har været sendt på dansk, norsk og svensk Jetix, også under det tidligere navn, Fox Kids.
- A.T.O.M. - Alpha Teens On Machines (2005-2006)
- Dinosaur King (2007-2008) (2008)
- Digimon Adventure (1999-2000)
- Galactic Football (2006-nu)
- H2O (2006-2010)
- Louis & Co. (1994-1998)
- Martin Mystik (2003-2006)
- Power Rangers Mystic Force (2006)
- Pokémon (1997-nu)
- Power Rangers Operation Overdrive (2007)
- Pucca (2006-2008)
- Sonic X (2003-2006)
- Spider-Man (1994-1998)
- Super Robot Monkey Team Hyperforce Go! (2004-2006)
- Team Galaxy
- Totally Spies
- W.I.T.C.H.
- Yin Yang Yo!
- Jimmy Cool
- Braceface
- Gadget & Gadgetinis
- Hamtaro
- Inspektør Gadget
- Jacob To-To
- Kaptajn Flamingo
- Medabots
- Moville Mysterierne
- Prinsesse Sissi
- Super Mario Bros. Super Show
- Sophie og Virginie
- Den magiske skolebus
- Jim Guldknap
- Den lille havfrue
- Inspektor Gadget
- Oliver Twist
- Oban Star Racers
- min guldfisk er ond
- små monstre

## Programblokke
Nogle særlige programblokke der lige skal nævnes:
- Totally Jetix – var et vekslende antal Totally Spies-afsnit på stribe. Introduceredes i ugen 4.-10. december 2006 hvor den sædvanlige sendeflade var ryddet til fordel for Totally Spies i hele sendetiden. Efterfølgende blev det brugt om en programblok med 10 Totally Spies-afsnit på stribe hver søndag (i tv-programmer benævnt Top 10) samt andre blokke med vekslende omfang og sendetider. Desuden havde man flere gange gentaget konceptet med at rydde en hel uges sendeflade til fordel for Totally Spies.